# Чесма Дрво
Дрво је чесма у Нишу, на раскрсници улица Николе Пашића и Наде Томић, у близини Трга републике у градској општини Медијана.
Чесма је изграђена као донација породице Јоцић 1995. године, али није била у функцији до 2016. године, када је градски водовод оспособио чесму након провера и установљања исправности воде. Од четири славине, ради уштеде, само две су стално укључене, а вода отиче директно у канализацију. Предлози за даље уштеде инсталирањем славина са сензорима се не могу остварити због неуклапања у уметничку визију дела. Убрзо након оспособљавања, чесма је била вандализована графитима.